# Station Nadbrzeże
Station Nadbrzeże was een spoorwegstation in de Poolse plaats Nadbrzeże.